# فرودگاه بین‌المللی گوستاو روجاس پینیلا
فرودگاه بین‌المللی گوستاو روجاس پینیلا (به انگلیسی: Gustavo Rojas Pinilla International Airport) (به زبان بومی: Aeropuerto Sesquicentenerio) یک فرودگاه همگانی مسافربری با کد یاتا ADZ است که یک باند فرود سنگفرش دارد و طول باند آن ۲۳۸۰ متر است. این فرودگاه در کشور کلمبیا قرار دارد و در ارتفاع ۲۷ متری از سطح دریا واقع شده است.